# Tian Tan Buddha

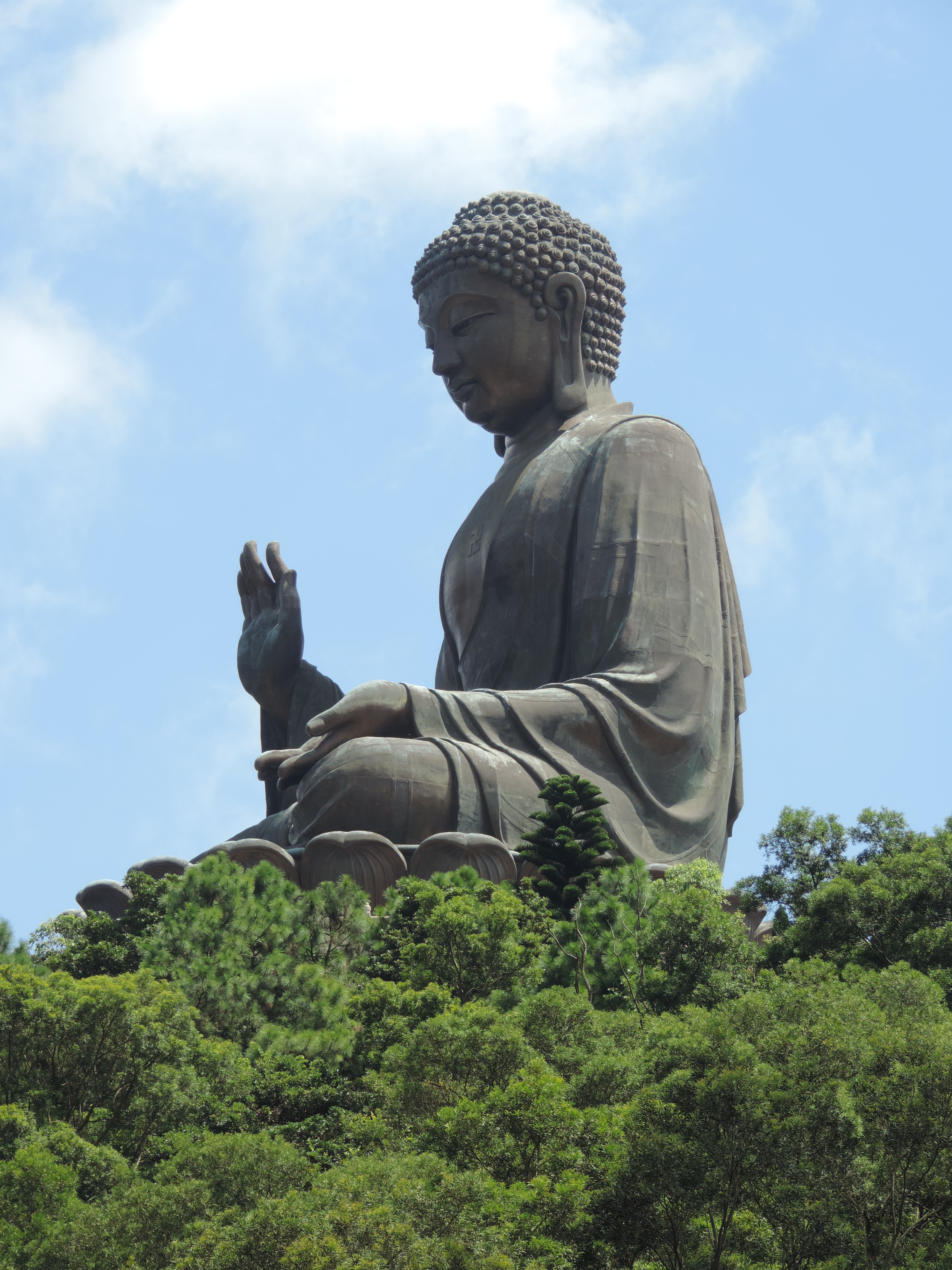
O Grande Buda em agosto de 2013.

Tian Tan Buddha, também conhecido como o Grande Buddha, é uma grande estátua de bronze em Ngong Ping, Lantau, Hong Kong. A estátua está próxima ao Monastério Po Lin e simboliza a relação harmoniosa entre o homem e a natureza, as pessoas e a religião. É o principal centro de budismo em Hong Kong e também uma atração turística muito famosa.